# Cuartel del Conde-Duque
El cuartel del Conde-Duque es un edificio de estilo barroco churrigueresco construido en la ciudad española de Madrid por el arquitecto madrileño Pedro de Ribera, a partir de 1717. Se encuentra en la calle del Conde Duque, no lejos del palacio de Liria y el Museo ABC. Su uso inicial militar dio paso a su reconversión como centro cultural y de ocio, donde son programados conciertos, exposiciones y ferias.

## Historia

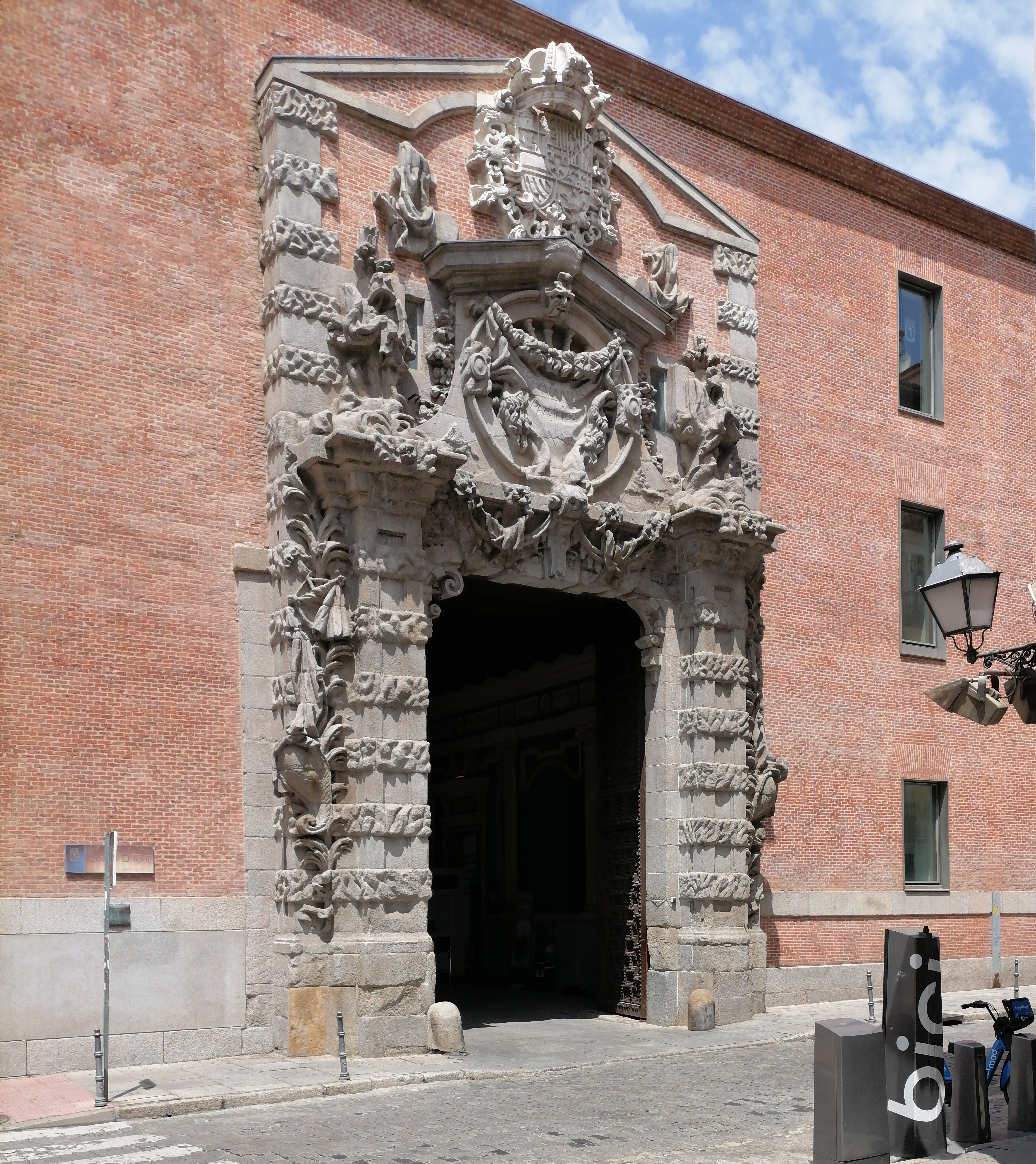
Portada churrigueresca.

El 4 de noviembre de 1717 el rey Felipe V firma la orden dirigida al corregidor de Madrid, el marqués de Vadillo, para «que se haga la fábrica y obra que se necesita en el cuartel de sus Reales Guardias de Corps que está en la calle de la Puerta de Conde-Duque, junto al convento de nuestra Señora de los Afligidos, para el alojamiento de 600 guardias y 400 caballos». 
Las Compañías Reales de Guardias de corps fueron un cuerpo militar de élite creado en el año 1704 como custodia personal de los reyes. Formadas por «los mejores soldados en valor, costumbres, nobleza, confianza, robustez y presencia», llamaban la atención por la riqueza y vistosidad de sus uniformes. Desde el tiempo de la creación de esta fuerza de élite, se hizo cargo el Ayuntamiento de los gastos de alojamiento y conservación de su cuartel de los Afligidos. 
De esta manera, en 1717 el corregidor de Madrid, Francisco Antonio de Salcedo y Aguirre, cumpliendo la orden real, dispuso la construcción del nuevo cuartel, encomendándosela al entonces maestro mayor de obras, Pedro de Ribera. Para ello, el Concejo madrileño contribuyó con 2000 escudos de vellón, obtenidos a partir de nuevos impuestos. El arquitecto madrileño proyecta un gran edificio con planta rectangular, en el que consigue armonizar funcionalidad y belleza. Las caballerizas se situaban en la vecina manzana 543. Para procurar perspectiva a la portada, Ribera trazó una pequeña plaza frente a ella.

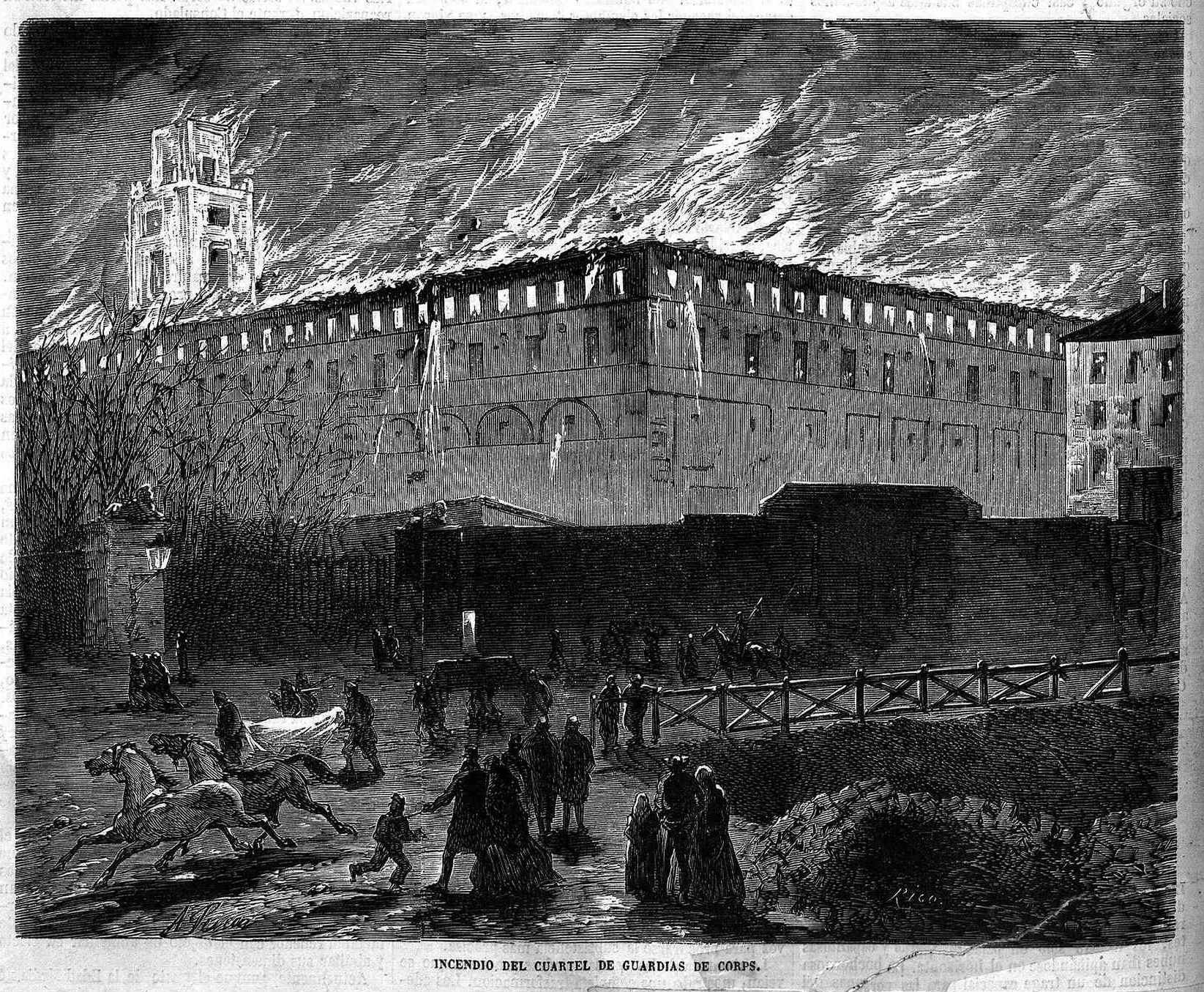
Incendio del cuartel de Guardias de Corps en 1869, en El Museo Universal.

Se edificó tomando terrenos de cuatro pequeñas manzanas pertenecientes a don Juan de Chaves, en una de las cuales construyó su quinta don Gaspar de Guzmán. El edificio resultante fue un caserón de 244 365 pies cuadrados, con el número 550, y para el cual Pedro de Ribera diseñó una llamativa portada, que resulta ser el ornamento más importante de la construcción. Dicha portada, situada en la fachada este, fue muy criticada por los clasicistas del siglo XVIII. Las dos líneas principales se corresponden a las fachadas este y oeste. En el interior del cuartel existen tres grandes patios, siendo el central el mayor.
En el año 1869 un fuerte incendio destruyó los pisos superiores, y casi hizo desaparecer la torre situada en la fachada oeste, que había sido utilizada como prisión de numerosos personajes políticos. Este hecho provocó la decadencia de las instalaciones. En el año 1969 el edificio dejó de tener uso militar, y comenzó a ser rehabilitado por el arquitecto Julio Cano Lasso, bajo encargo del Ayuntamiento de Madrid. En 1975, existió un plan para derribarlo y construir un edificio de ópera.

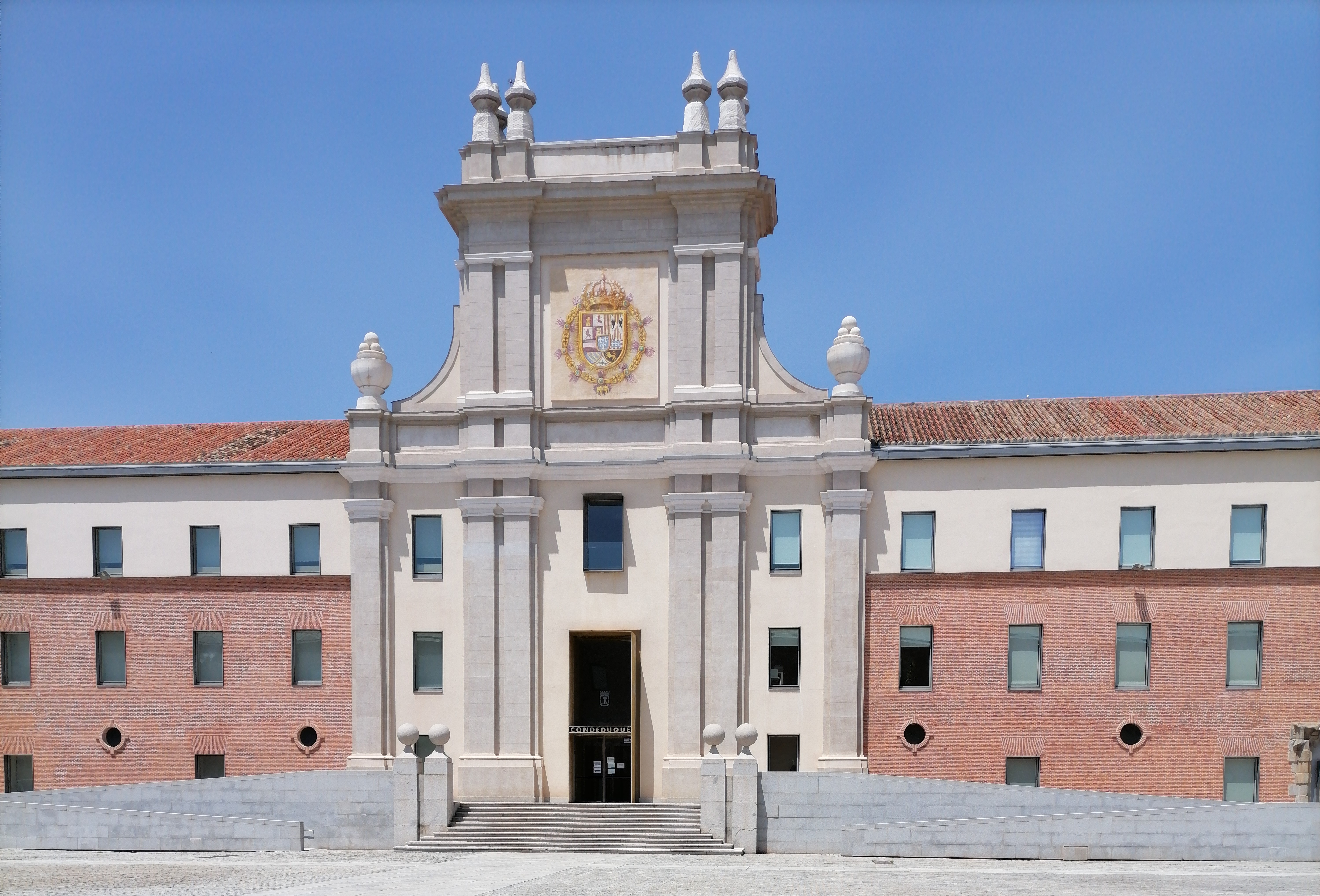
Patio central.

En 2006 el Ayuntamiento comenzó a ejecutar un nuevo plan de rehabilitación a fondo del inmueble (interior, fachada e incluso cimientos), encomendado al arquitecto Carlos de Riaño. Los nuevos espacios culturales de que consta el edificio se inauguraron escalonadamente a lo largo del año 2011. El edificio alberga además, desde los años 90, instituciones como: el Archivo de Villa, la Biblioteca Histórica Municipal, la Biblioteca Musical Víctor Espinós, la Hemeroteca Municipal de Madrid, la Biblioteca Pública Municipal Benito Pérez Galdós o el Museo de Arte Contemporáneo. En 2019, se exhibieron nueve esculturas Semillas del artista Jaime Miranda Bambarén, como antecedente de un proyecto mayor llamado 13 Moons (Seeds).

## Su nombre

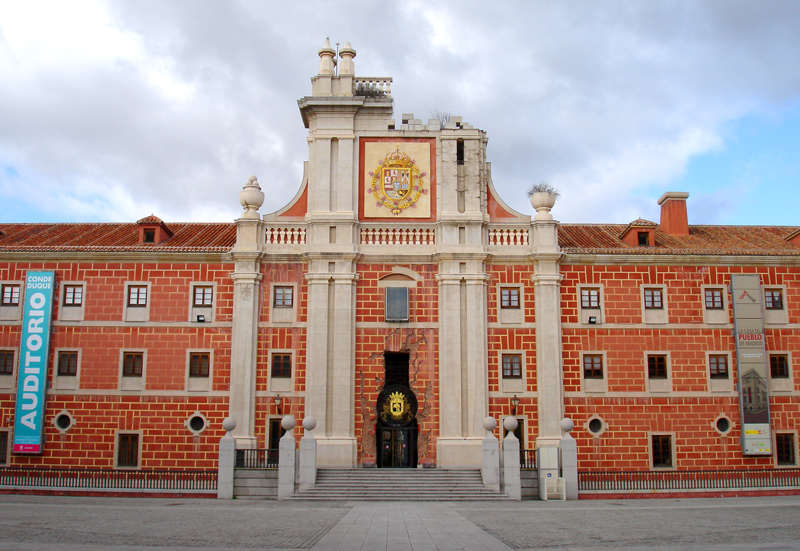
Antes de la última restauración.

Respecto a su nombre han existido diferentes versiones del origen. Sobre la base de unos escritos de Mesonero Romanos del siglo XIX se extendió la idea de que era debido al conde-duque de Olivares, valido del rey Felipe IV. Sin embargo, otra hipótesis indica que dicho nombre viene por estar asentado sobre el solar del anterior palacio del conde de Aranda y duque de Peñaranda. Otras investigaciones, más recientes, apuntan a que el conde-duque en cuestión sería el III duque de Berwick y Liria, también conde de Lemos, que impulsó la construcción del vecino palacio de Liria, y cuya familia conservó la propiedad de los terrenos del cuartel hasta 1943.

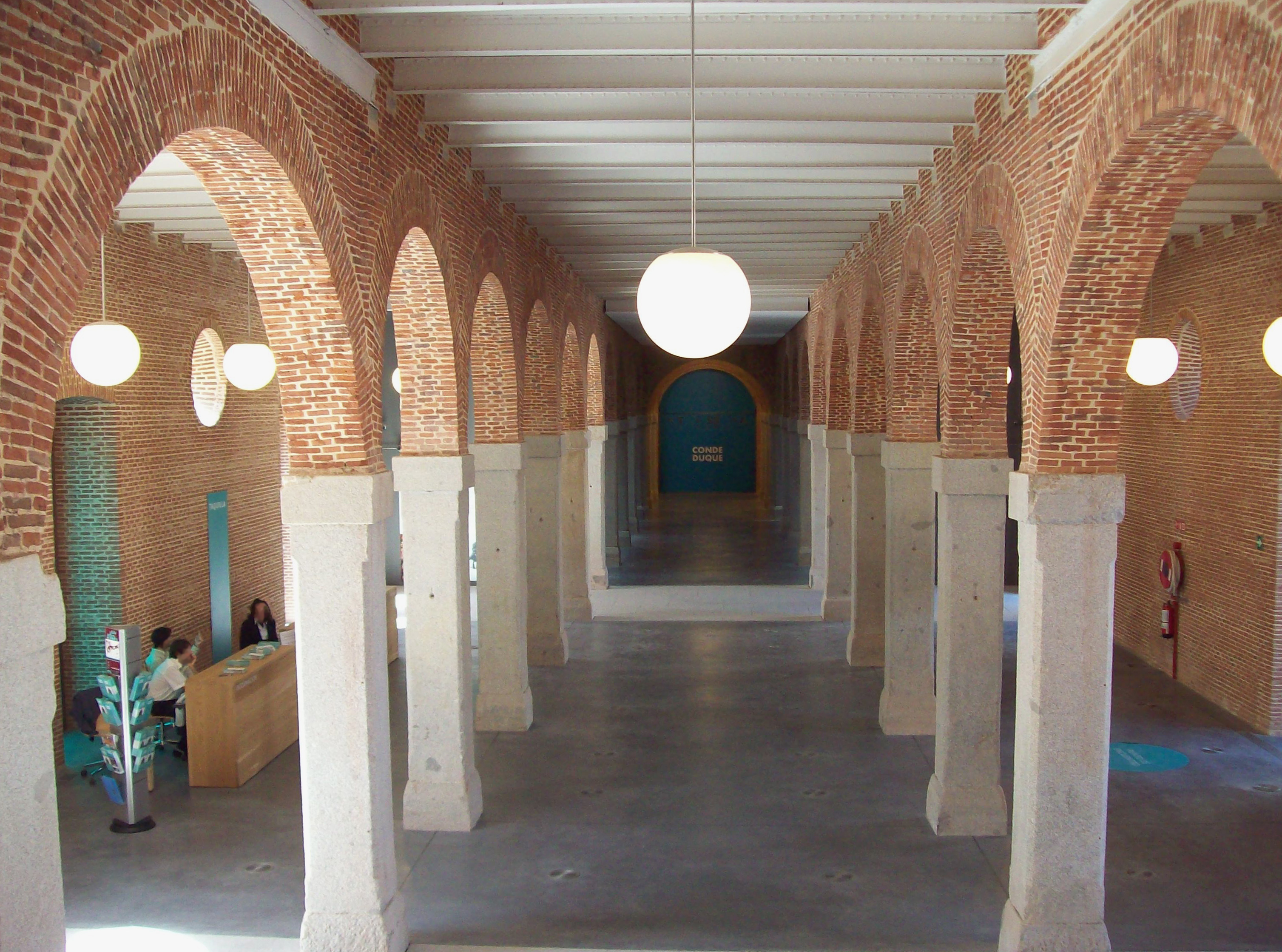
Interior de la planta baja.

## Telégrafo óptico
El cuartel de la Guardia de Corps formó parte del sistema de comunicaciones mediante telégrafo óptico ideado en España en el siglo XIX. La torre de telegrafía situada en este cuartel era la número 1 de la Línea de Castilla que comunicaba Madrid con Irún.  Esta torre comunicaba con la sede central de la Real Casa de Correos, según se menciona en esta noticia:

"El telégrafo que se está construyendo en la casa de correos por la parte que da a la calle de la Paz, y que ha de estar en comunicación con el del cuartel de Guardias, se halla muy adelantado. Dentro de pocos días se podrá montar el aparato, y seguidamente estará en disposición de poder operar".
Gaceta de Madrid, jueves 28 de octubre de 1847.

## Referencias

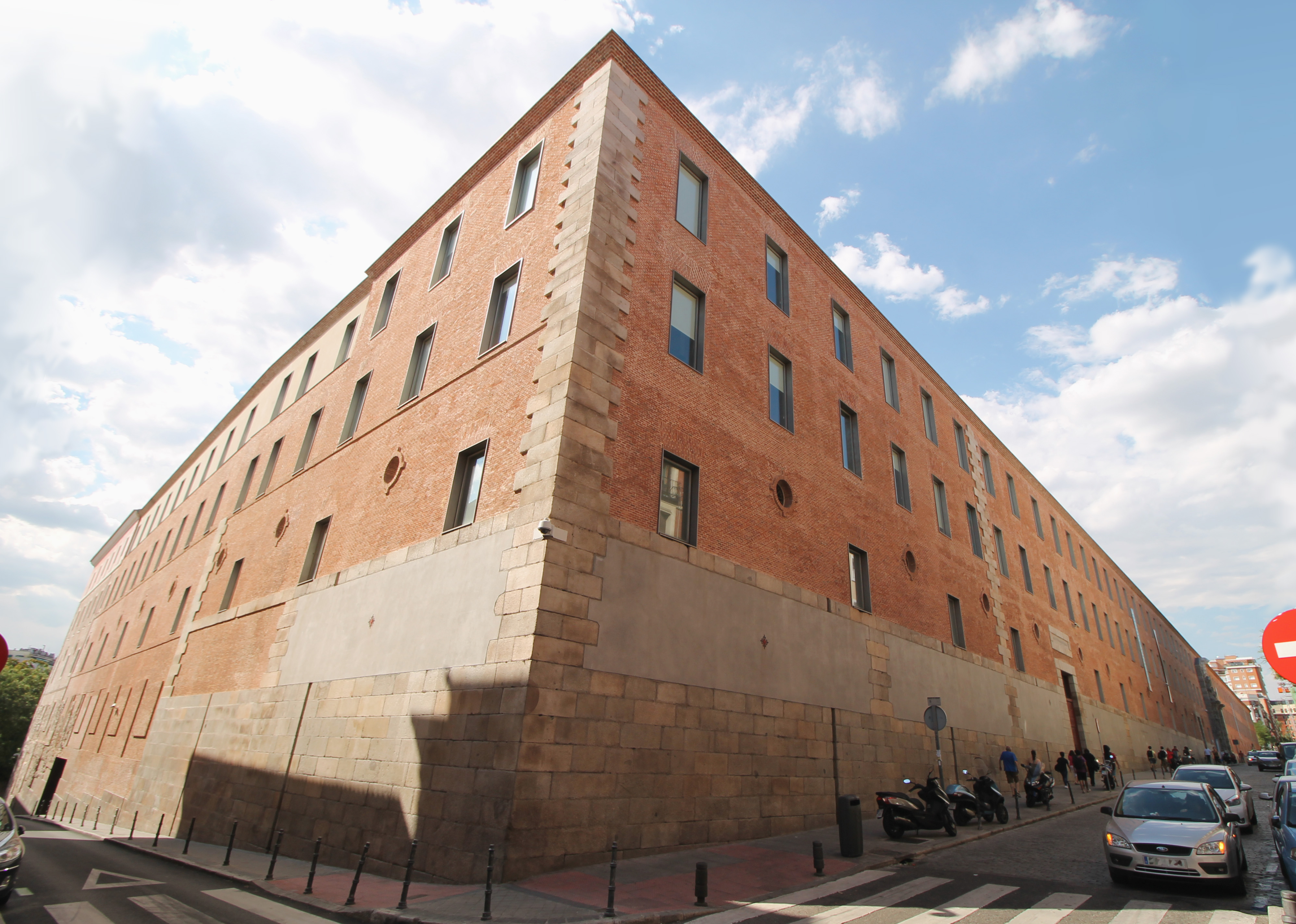
Esquina sur del edificio: cruce de la travesía del Conde-Duque con la calle del Conde Duque